# Alfa Romeo GTV
Alfa Romeo GTV (Gran Turismo Veloce) — спортивне купе від італійської компанії Alfa Romeo. Перше покоління було побудовано на початку 1974 року на основі Alfa Romeo Alfetta і виготовлялась до 1986 року, друга модель представлена навесні 1994 року разом з новою Alfa Romeo Spider після довгої перерви і виготовлялась до кінця 2005 року.

## Перше покоління (1975-1986)

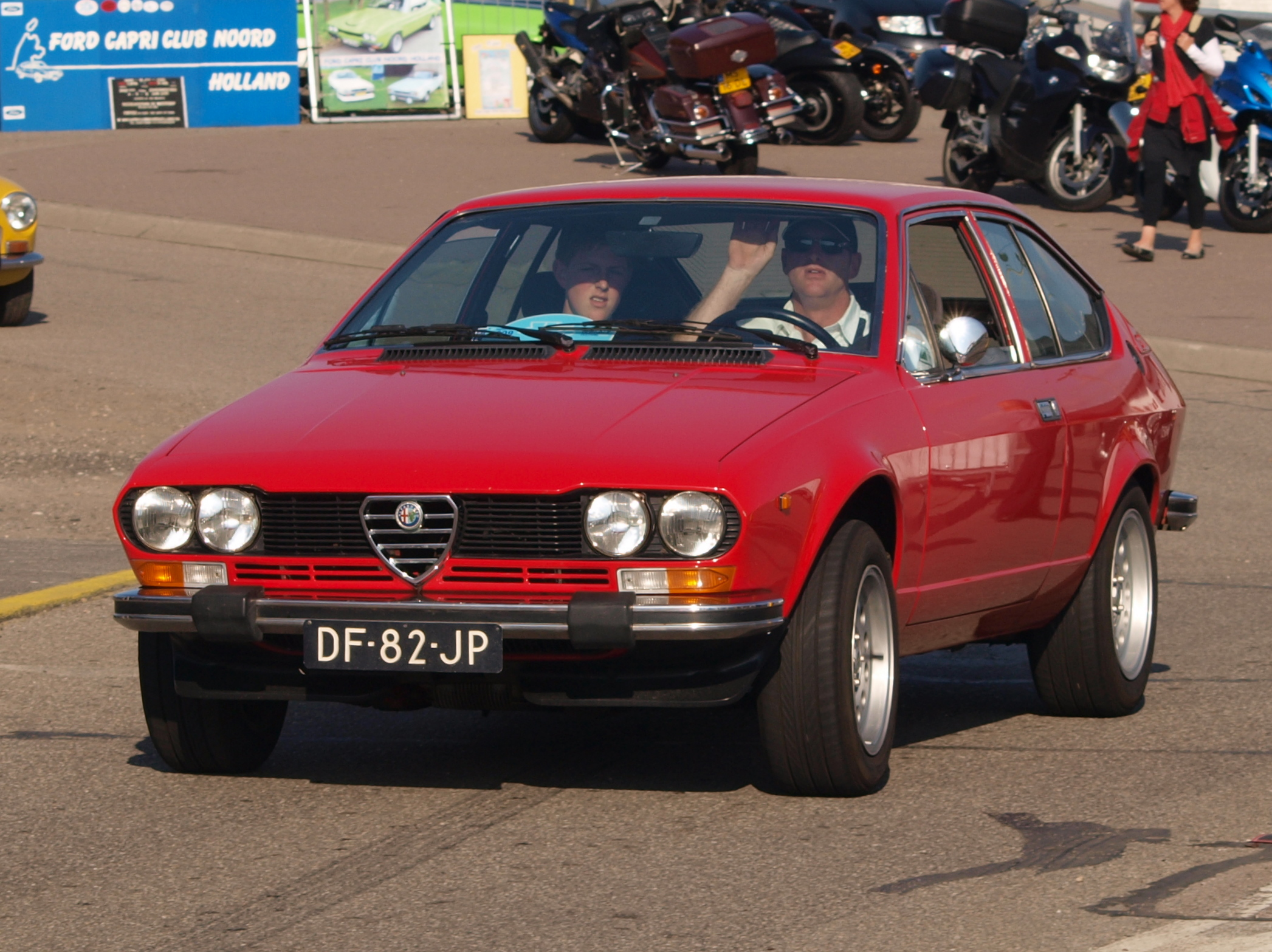
Alfa Romeo Alfetta GTV (1974-1980)

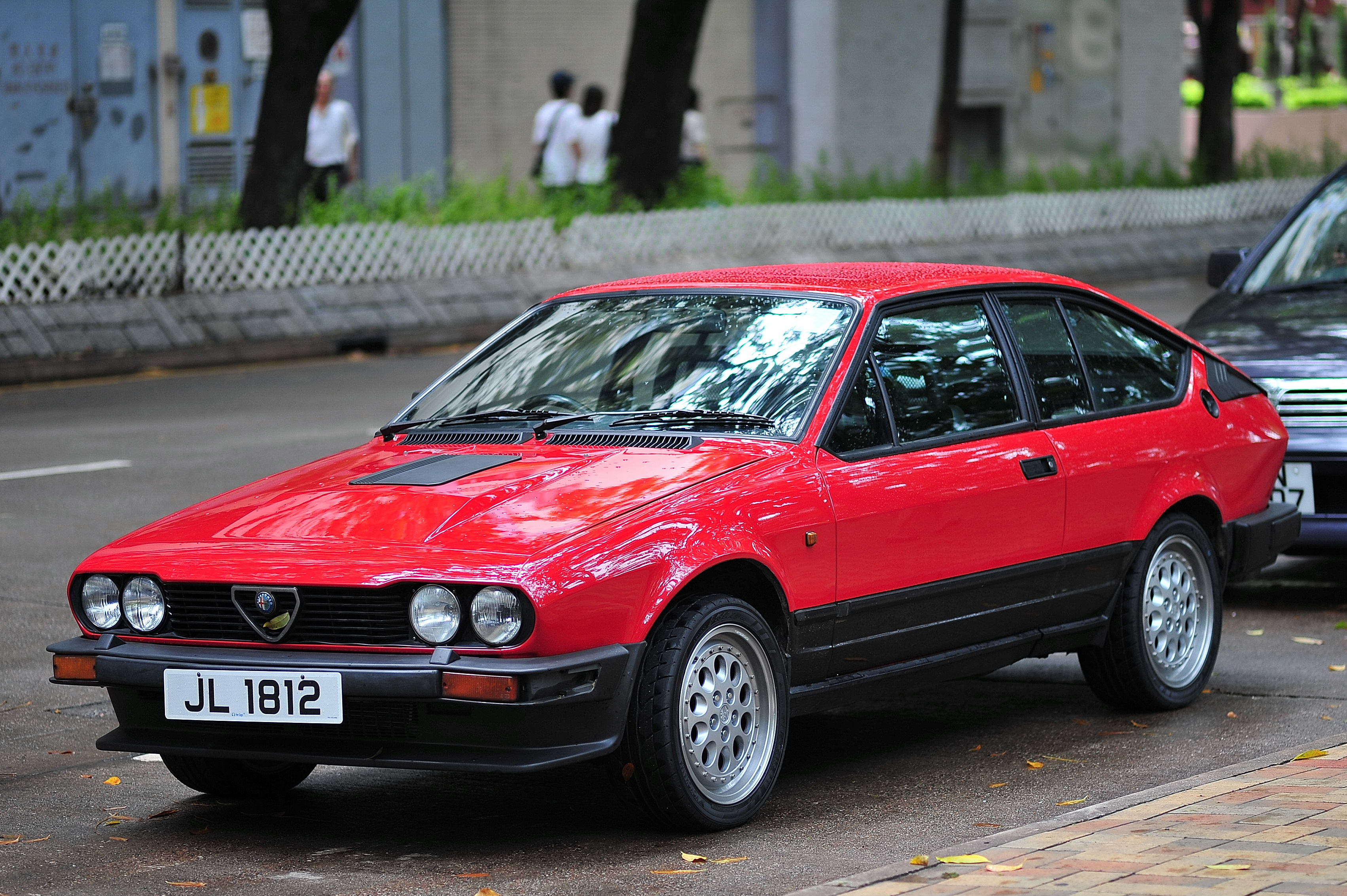
Alfa Romeo GTV (1980-1986)

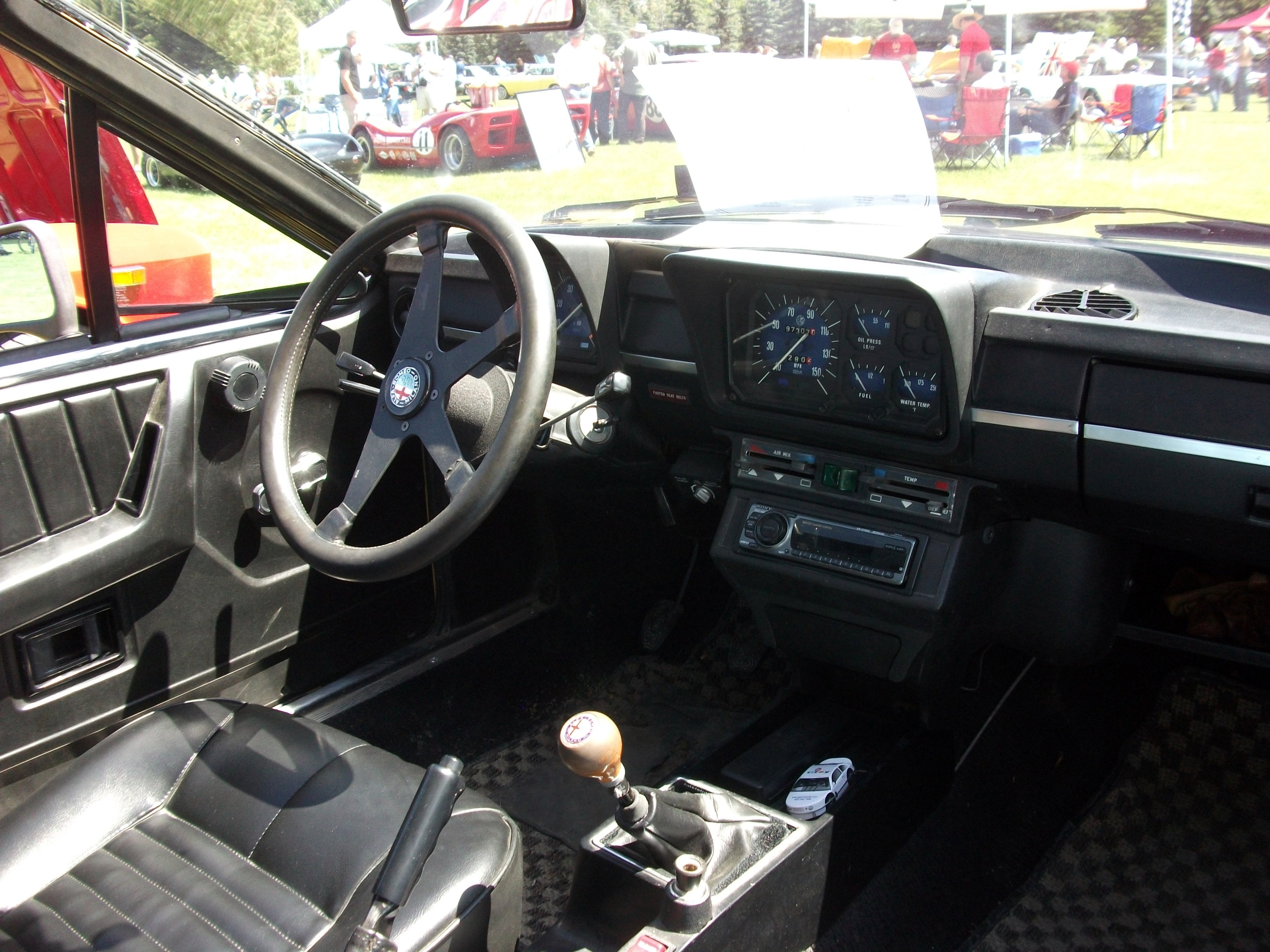

Модель Alfetta була базою для GTV, фастбек купе версії седана, представленої в 1974 році як Alfetta GT. Модель була відразу доступна тільки з 1.8 л. (1779 см3) чотирициліндровим DOHC,повздовжньо розташованим, двигуном Alfa Romeo. Дані двигуни мали ланцюговий ГРМ з 8-ї клапанною головкою блоку циліндрів. 1976 рік став останнім для ранньої 105 Серії 1.3 л. і 1.6 л. купе (GT 1300 Junior і GT 1600 Junior) і 2.0 л. 105 серії 2000 GTV. Alfetta GT стала доступна також з 1.6 л. (1570 куб.см) і 2.0 л. (1962 куб.см) двигунами, що встановлюються раніше на Alfetta GT 1.6, Alfetta GT 1.8 і Alfetta GTV 2000. Модель GTV відразу ж отримала кращий 2.0 літровий двигун.

### Двигуни
| Модель            | Двигуни | Об'єм    | Потужність             | Крутний момент      | Примітки                        |
| ----------------- | ------- | -------- | ---------------------- | ------------------- | ------------------------------- |
| 1.6               | I4      | 1,570 cc | 109 к.с. при 5,600 rpm | 142 Нм at 4,300 rpm |                                 |
| 1.8               | I4      | 1,779 cc | 122 к.с. при 5,500 rpm | 167 Нм at 4,400 rpm |                                 |
| 2.0               | I4      | 1,962 cc | 122 к.с. при 5,300 rpm | 175 Нм at 4,000 rpm |                                 |
| 2.0               | I4      | 1,962 cc | 130 к.с. при 5,400 rpm | 178 Нм at 4,000 rpm |                                 |
| 2.0 Turbo         | I4      | 1,962 cc | 150 к.с. при 5,500 rpm | 231 Нм at 3,500 rpm | GTV 2000 Turbodelta             |
| 2.5 V6            | V6      | 2,492 cc | 160 к.с. при 5,600 rpm | 213 Нм at 4,000 rpm | GTV6                            |
| 2.5 V6 Twin Turbo | V6      | 2,492 cc | 233 к.с. при 5,600 rpm | 332 Нм at 2,500 rpm | GTV6 Callaway                   |
| 2.6 V8            | V8      | 2,593 cc | 200 к.с. при 6,500 rpm | 270 Нм at 4,750 rpm | GTV8, Autodelta limited edition |

## Друге покоління (1994-2005)

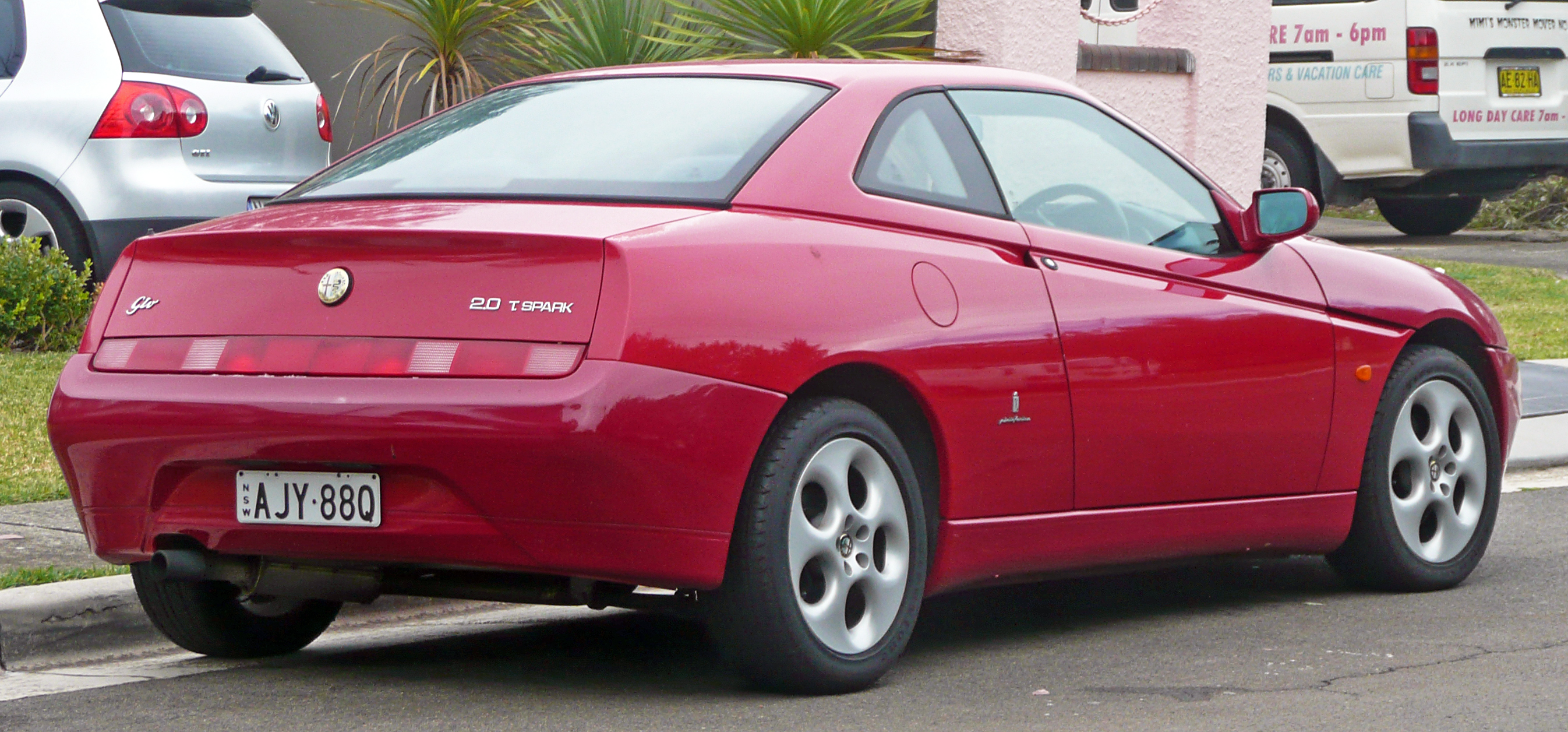
Alfa Romeo GTV 2 (1998-2003)

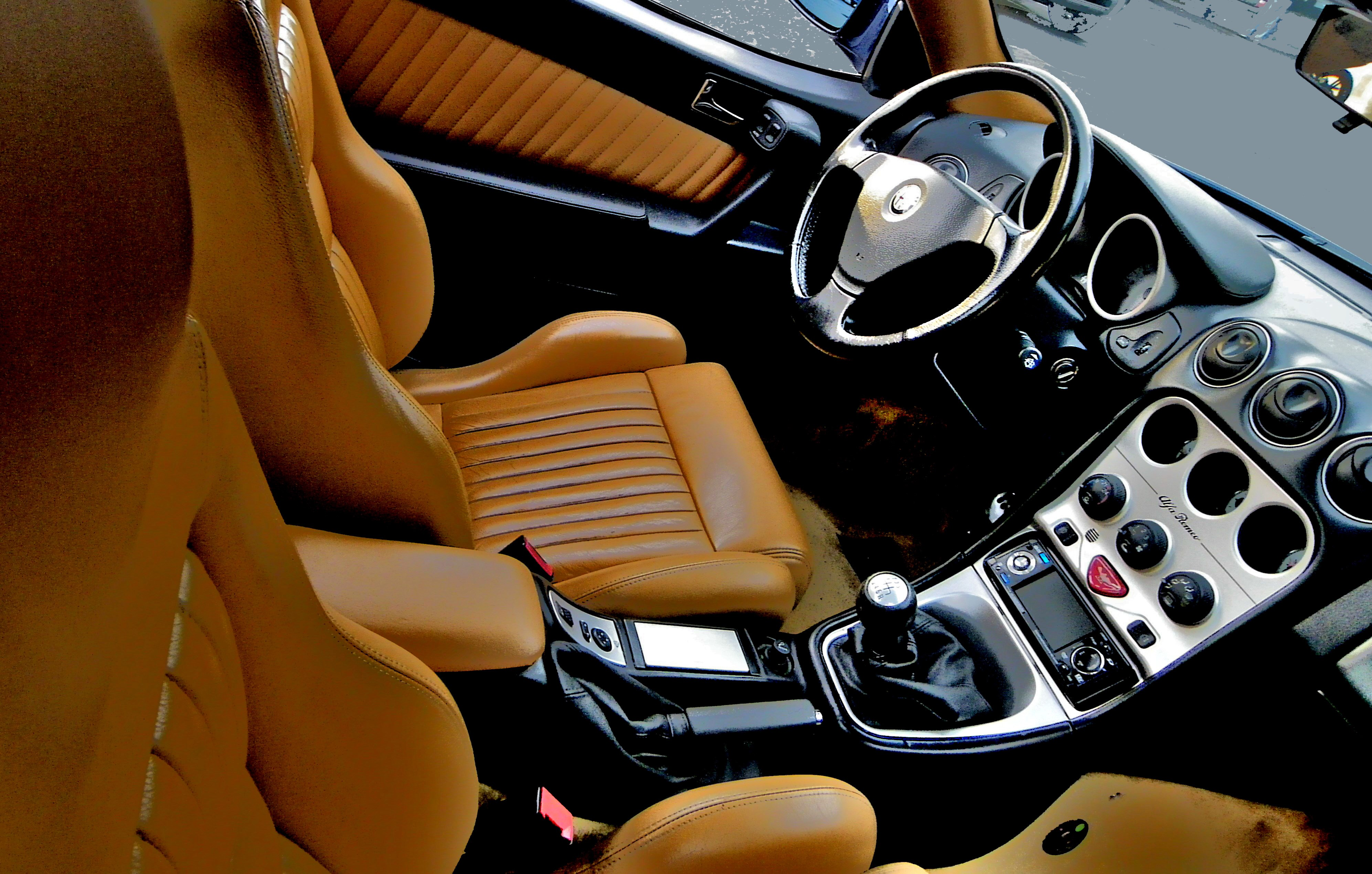
Салон

Ім'я GTV було присвоєно моделі в честь давно знятого з виробництва купе Alfetta GTV, тоді як Spider був заміною для 30-річної Giulia Spider. GTV випускалася до старту виробництва Brera в 2005 році, Spider - протягом ще одного року, поки йому на зміну не прийшла однойменна модель на базі Brera в 2006 році.
Дизайн обох машин був розроблений Енріко Фуміа (Enrico Fumia) [4] з ательє Pininfarina. Планувалося, що GTV буде продовжувачем традицій спортивних купе Alfa Romeo в 1990-х років. Витоки дизайну сходять до перших скетчам, зробленим в вересні 1987 року, і першим пластилінових моделей, створених в масштабі 1: 1 в липні 1988. Після того, як дизайн був затверджений главою Fiat Вітторіо Гіделлою (Vittorio Ghidella), Центр Стилю Alfa Romeo Centro Stile (Alfa Romeo Centro Stile) під керуванням Вальтера де Сільва відповідав за завершення детального опрацювання і дизайн інтер'єру, так як пропозиція Pininfarina не було прийнято [ 3]. Spider і GTV базувалися на тогочасній платформі Fiat Tipo Due (Тип 2), яка в цьому випадку була сильно модифікована: задня підвіска стала многоричажной, передня підвіска і силові агрегати базувалися на агрегатах седана 155, запущеного у виробництво в 1992 році. Головним інженером тоді був Бруно Сена. Коефіцієнт аеродинамічного опору Cx для GTV становив 0.33 і 0.38 для Spider.
Дизайн був типово італійським: фальшрадіаторна решітка Alfa Romeo ( «скудетто») з подвійними круглими фарами, низька посадка, клиноподібний силует з низьким носом і піднятою хвостовою частиною. Зад автомобіля «зрізаний» ( «хвіст Камма»), що забезпечує хорошу аеродинаміку. Всі ці дизайнерські елементи присутні на обох машинах. Spider оснащувався м'яким складним дахом, яка в складеному вигляді повністю ховалася під плоскою кришкою. В якості опції можна було замовити електричний складаний механізм.
З цікавих елементів дизайну можна відзначити єдину стрічку задніх ліхтарів - з покажчиками поворотів, ліхтарями заднього ходу, протитуманними і гальмівними ліхтарями і габаритними вогнями ззаду; в салоні другорядні покажчики були згруповані на центральній консолі, розгорнутої до водія. Під час запуску виробництва багато журналістів відзначили той факт, що Alfa значно покращила загальну якість збірки, наблизившись в цьому плані до конкурентів з Німеччини.
Всього виготовлено 42 501 авто.

### Двигуни
| Двигун      | Об'єм    | Потужність                                  | Крутний момент        | Розгін 0-100 | V-max      | Роки виробництва    |
| ----------- | -------- | ------------------------------------------- | --------------------- | ------------ | ---------- | ------------------- |
| 1.8 T Spark | 1747 см³ | 144 к.с. (106 kW) при 6500 об/хв            | 169 Нм при 3500 об/хв | 9.2          | 210 км/год | 1998-2000           |
| 2.0 T Spark | 1970 см³ | 150 к.с. (110 kW) при 6200 об/хв            | 186 Нм при 4000 об/хв | 8.4          | 216 км/год | 1995-1997/2001-2005 |
| 2.0 T Spark | 1970 см³ | 155 к.с. (114 kW) при 6400 об/хв            | 187 Нм при 3500 об/хв | 8.4          | 216 км/год | 1998-2000           |
| 2.0 JTS     | 1970 см³ | 165 к.с. (121 kW) при 6400 об/хв            | 206 Нм при 3250 об/хв | 8.4          | 220 км/год | 2003-2005           |
| 2.0 V6 TB   | 1996 см³ | 202 к.с. (148 kW) +overboost при 6000 об/хв | 285 Нм при 2400 об/хв | 7.4          | 240 км/год | 1995-2001           |
| 3.0 V6 24v  | 2959 см³ | 220 к.с.(162 kW) при 6300 об/хв             | 270 Нм при 5000 об/хв | 6.7          | 240 км/год | 1997-2000           |
| 3.0 V6 24v  | 2959 см³ | 218 к.с. (160 kW) при 6300 об/хв            | 265 Нм при 5000 об/хв | 6.8          | 240 км/год | 2000-2003           |
| 3.2 V6 24v  | 3179 см³ | 240 к.с. (176 kW) при 6200 об/хв            | 289 Нм при 4800 об/хв | 6.3          | 255 км/год | 2003-2005           |